# Urumaco-formatie

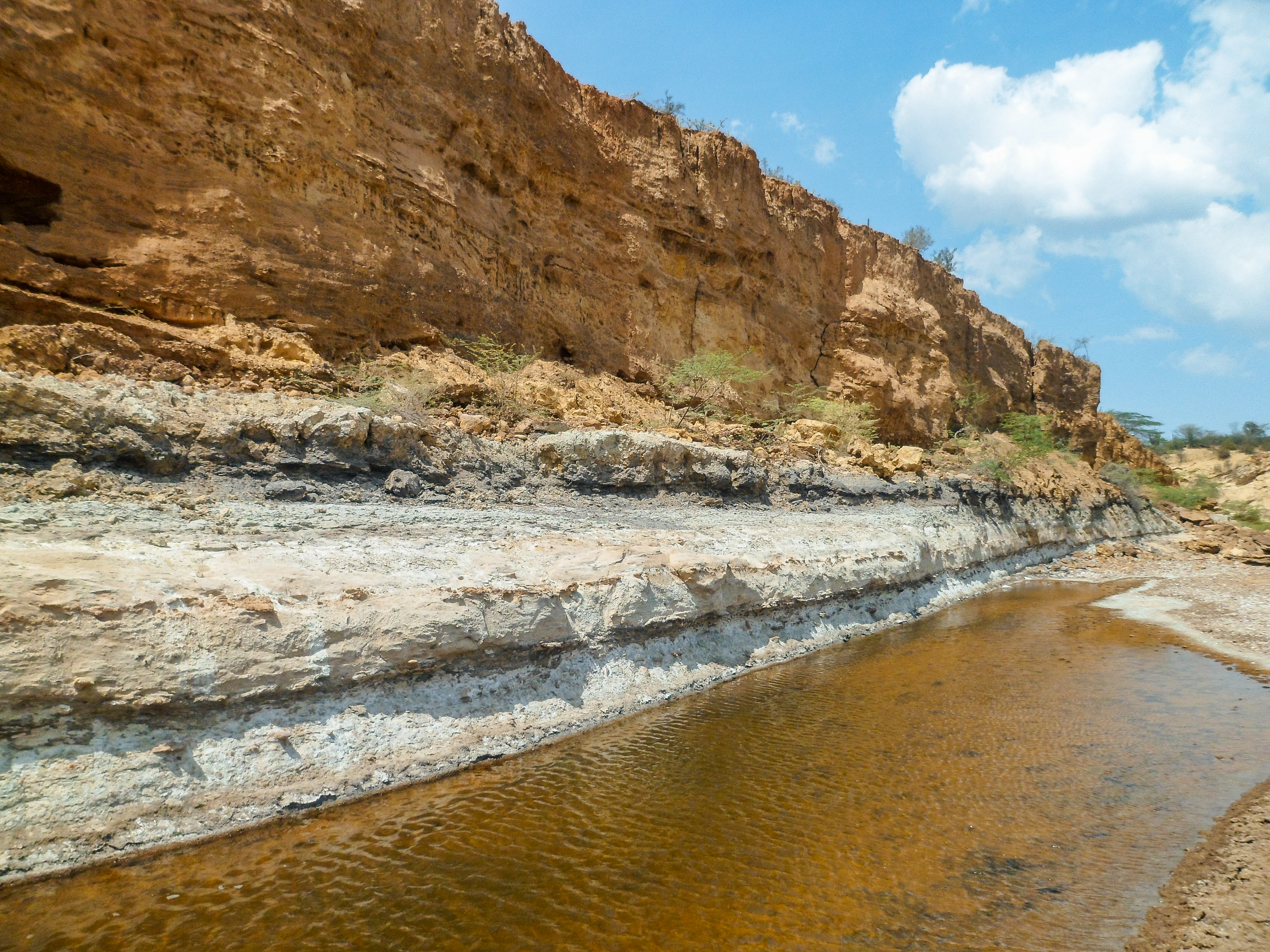
De afzettingen van Urumaco.

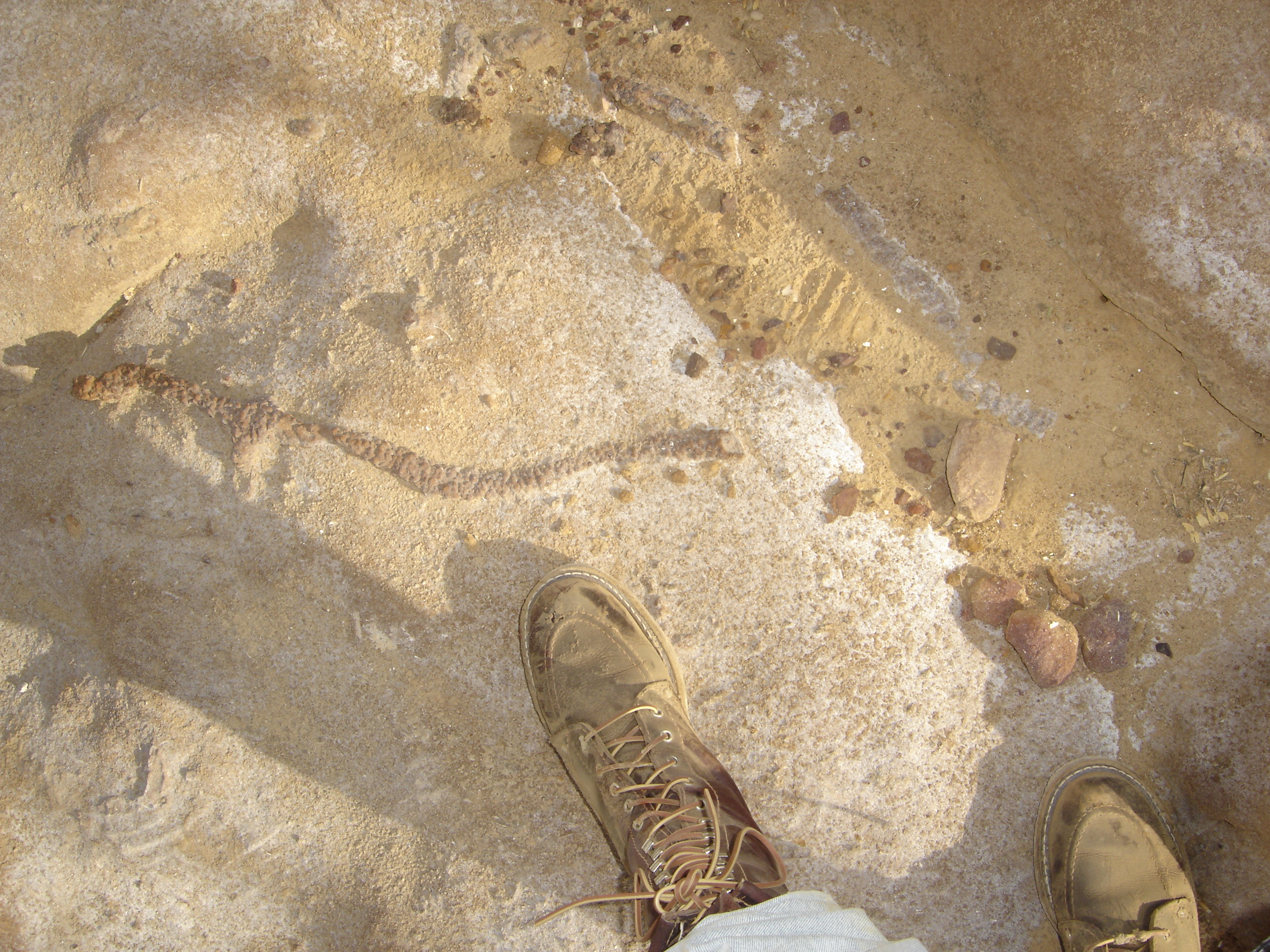
Fossiel in de Urumaco-formatie.

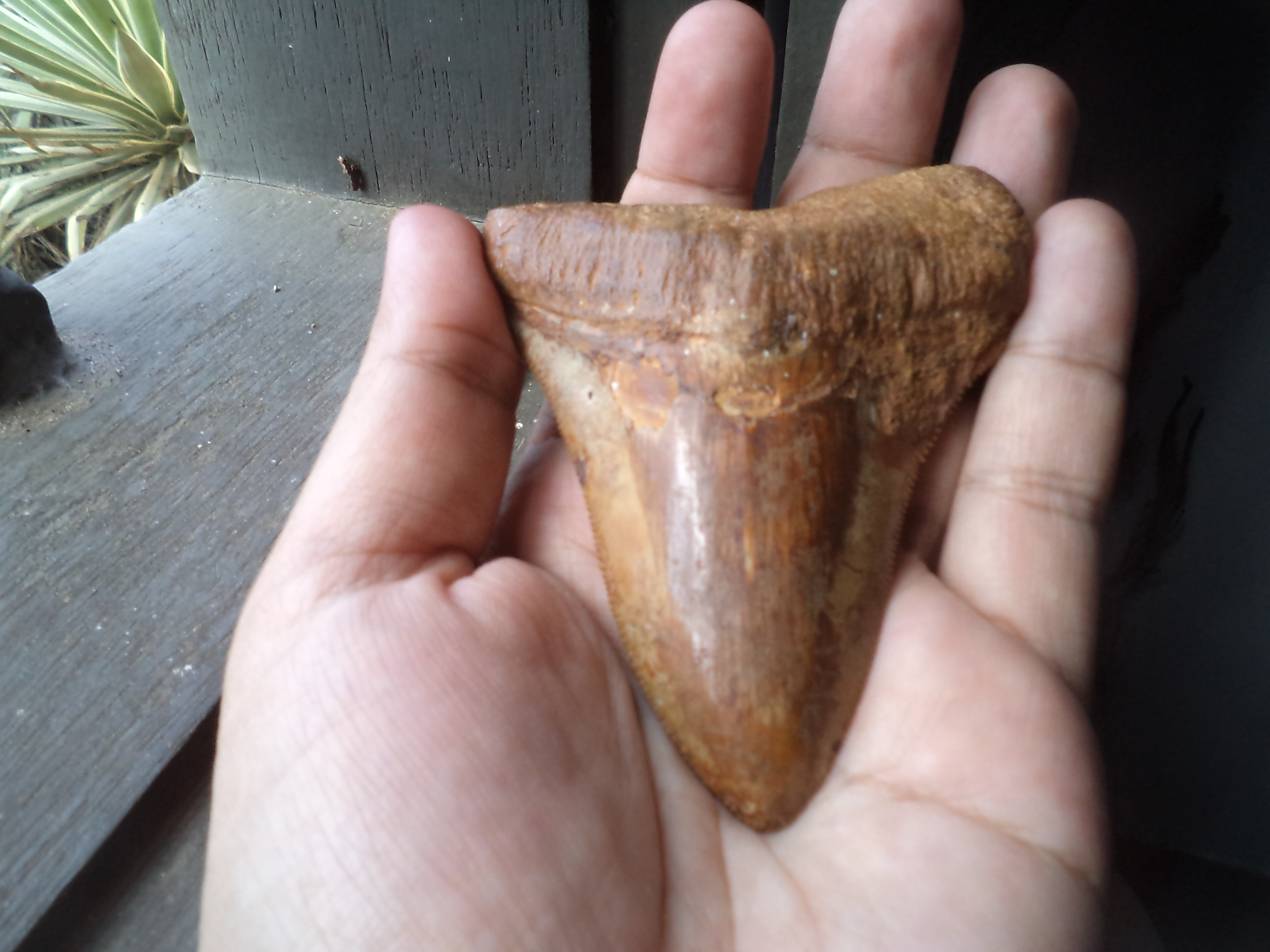
Tand van de megalodon uit Venezuela

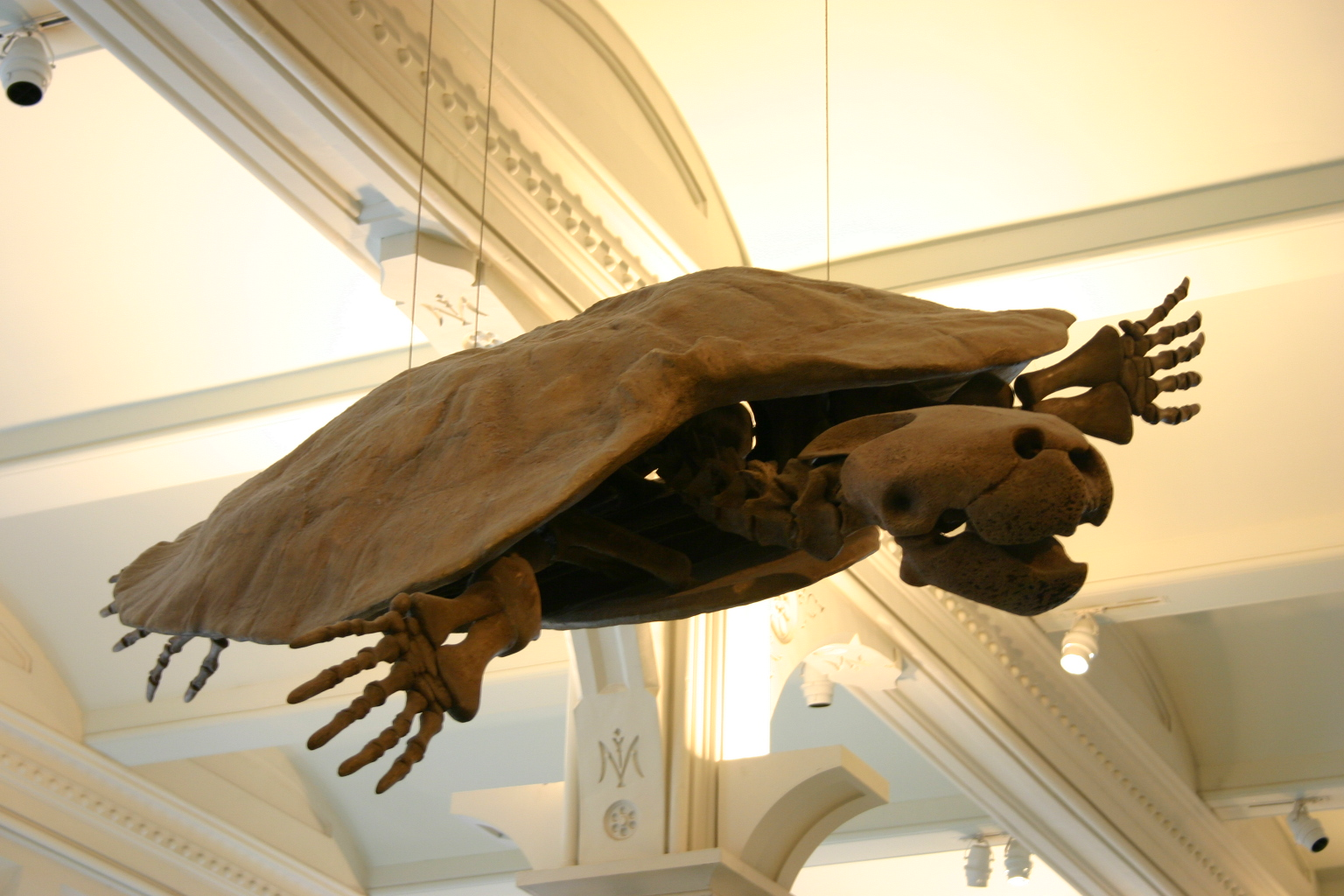
Fossiel van Stupendemys geographicus in het American Museum of Natural History.

De Urumaco-formatie is een formatie in Venezuela die afzettingen uit het Laat-Mioceen omvat. Het is de vindplaats van verschillende "reuzenvormen": de schildpadden, krokodillen, luiaarden en knaagdieren van Urumaco behoren tot de grootste van hun groepen.

## Locatie
De Urumaco-formatie bevindt zich in de regio Urumaco in de Caribische kuststaat Falcón. De afzettingen dateren van 10 tot 5,3 miljoen jaar geleden en de Urumaco-formatie is afgezet in een gebied met grote rivieren, moerassen, estuaria, lagunes en ondiepe kustzeeën. Deze omstandigheden in het Laat-Mioceen staan in sterk contrast met het actuele droge milieu in het gebied tegenwoordig.

## Fauna

### Kraakbeenvissen
Er zijn 21 soorten kraakbeenvissen bekend uit de Urumaco-formatie, behorend tot de ordes Lamniformes, Carcharhiniformes, Myliobatiformes en Rajiformes. Carcharhinus caquetius is een endemische soort roofhaai uit Urumaco. Er zijn in de afzettingen een groot aantal goed bewaard gebleven fossielen gevonden van de zaagvis Pristis rostra. Ook de megalodon is bekend uit de Urumaco-formatie. De kustzeeën van Urumaco werden verder bewoond door soorten die tegenwoordig nog steeds in de Caribische Zee leven, zoals de gevlekte adelaarsrog, gladde hamerhaai, tijgerhaai en stierhaai.

### Beenvissen
Tot de beenvissen uit de Urumaco-formatie behoren tandbaarzen, piranha-achtigen zoals pacu's, zeekatvissen, doornmeervallen en roodstaartmeervallen.

### Reptielen
De Urumaco-formatie kent een grote diversiteit aan krokodilachtigen met twaalf bekende soorten. Er zijn zeven soorten kaaimannen beschreven: Caiman brevirostris, C. lutescens, Globidentosuchus brachyrostris, Melanosuchus fischeri, Mourasuchus arendsi, M. nativus en Purussaurus mirandai. Gryposuchus croizati, G. jessei, Hesperogavialis cruxenti en Ikanogavialis gameroi zijn de gavialen van Urumaco, een groep die tegenwoordig niet meer voorkomt in Zuid-Amerika. De verwantschap van Charactosuchus mendesi met de andere krokodilachtigen geldt als onduidelijk. Meerdere soorten krokodilachtigen konden samen leven doordat ze zich op specifieke niches hadden toegelegd, waardoor het beperkte competitie was tussen de soorten. Zo had Mourasuchus arendsi een eendachtige bek waarmee het schaaldieren ving, leefde de tien meter lange, visetende Gryposuchus croizati met name in de estuaria en bejoeg de 11,5 meter lange Purussaurus mirandai een groot scala aan prooidieren.
Stupendemys geographicus is de bekendse schildpaddensoort uit de Urumaco-formatie. Dit dier uit de familie van de Amerikaanse halswenders was een van de grootste schildpadden ooit met een schild van 3,3 meter lang. Andere schildpadden uit Urumaco zijn meerdere soorten Bairdemys, de matamata Chelus lewisi en weekschildpadden.
Naast de meerdere krokodillen en schildpadden zijn ook wervel van een boa gevonden in de Urumaco-formatie.

### Zoogdieren
Phoberomys pattersoni is een van de grootst bekende knaagdieren ooit. Deze drie meter lange verwant van de hedendaagse pacarana had een leefwijze die vergelijkbaar is met die van de capibara. Verschillende soorten tandarmen zijn bekend uit de Urumaco-formatie. Urumaquia robusta was een grondluiaard uit de Megatheriidae van vier ton zwaar. Een andere grondluiaard uit Urumaco is Bolivartherium urumaquensis, behorend tot de Mylodontidae. Urumacocnus urbani en Pattersonocnus diazgameroi zijn grondluiaarden uit de Megalonychidae. Boreostemma pliocena is een glyptodont. Bounodus enigmaticus (Proterotheriidae, Litopterna) en Gyrinodon (Toxodontidae, Notoungulata) zijn de Zuid-Amerikaanse hoefdieren uit de Urumaco-formatie. In de wateren van Urumaco leefden de zoetwaterdolfijnen Ischyrorhynchus vanbenedeni en Saurodelphis en de doejongs Nanosiren sanchezi en mogelijk Metaxytherium.